# Kool-Aid (album)
Kool-Aid is het vijfde studioalbum van de Britse indiedance-groep Big Audio Dynamite II uit 1990. De band rond Mick Jones maakte het album in een geheel nieuwe bezetting. Gitarist Nick Hawkins, bassist Gary Stonadge en drummer Chris Kavanagh kwamen bij de groep. De bandnaam veranderde in "Big Audio Dynamite II".

## Inhoud
Kool-Aid werd door critici aanzien als betreffende de meest gewaagde en diverse stijlen die Jones heeft gebruikt. Kool-Aid bestaat uit acht nummers, waarvan twee akoestische ballades, de genres acid-house, techno-rock, meerdere samples van de Duitse elektronische band Kraftwerk, Laurie Anderson-achtige poltergeist-zang, evenals een geremixte (en opnieuw uitgebrachte) versie van hun eigen nummer "Free". Dan Donovan, een van de originele leden, werkte nog mee aan dit nummer. 
Dat nummer, de bewerking van "Free" genaamd "Kickin' In", was de bijdrage van de band aan de film Flashback (1990) met Dennis Hopper en Kiefer Sutherland.

## Nummers
A-kant
1. "Change of Atmosphere" (Jones) - 7:41
2. "Can't Wait"  (Jones) - 5:04
3. "Kickin' In" (Donovan, Jones) - 6:38
4. "Innocent Child" (Jones) - 6:38

B-kant
1. "On One" (Jones) - 4:52
2. "Kool-Aid" (Jones, Stonadge) - 5:30
3. "In My Dreams" (Hawkins, Jones, Stonadge) - 8:28
4. "When the Time Comes" (Jones, Stonadge) - 7:10

## Bezetting
- Mick Jones - Zang, Gitaar
- Dan Donovan - Keyboards (*)
- Nick Hawkins – Gitaar
- Gary Stonadge – Basgitaar
- Chris Kavanagh – Drums

*: Dan Donovan bleef aan boord voor het nummer "Kickin' In"